# Maffrécourt
Maffrécourt is een gemeente in het Franse departement Marne (regio Grand Est) en telt 60 inwoners (2009). De plaats maakt deel uit van het arrondissement Sainte-Menehould.

## Geografie
De oppervlakte van Maffrécourt bedraagt 6,8 km², de bevolkingsdichtheid is dus 8,8 inwoners per km².
De onderstaande kaart toont de ligging van Maffrécourt met de belangrijkste infrastructuur en aangrenzende gemeenten.

## Demografie
Onderstaande figuur toont het verloop van het inwonertal (bron: INSEE-tellingen).